# Pelin Cizgin
Pelin Cizgin  (* 29. April 1986) ist eine ehemalige österreichische Radrennfahrerin, die auf Straße und Bahn aktiv war.

## Sportliche Laufbahn
2007 und 2008 wurde Pelin Cizgin jeweils österreichische Vize-Meisterin, zunächst im Straßenrennen, dann im Einzelzeitfahren. Bei den Bahn-Europameisterschaften 2008 in Pruszkow belegte sie im Scratch Platz zehn (U 23). Im selben Jahr wurde sie österreichische Meister im Scratch sowie jeweils Dritte im Punktefahren und in der Einerverfolgung, 2010 errang sie den nationalen Titel im Omnium. Beim Grand Prix Vienna gewann sie 2011 im Scratch sowie im 500-Meter-Zeitfahren. Insgesamt errang sie im Laufe ihrer Radsportkarriere 15 nationale Titel auf der Bahn (Stand 2014).
Ab 2010 hielt Cizgin die aktuellen nationalen Bahn-Rekorde über 200 Meter (fliegender Start) und 500 Meter (stehender Start) sowie seit 2013 gemeinsam mit Elisabeth Reiner im Teamsprint.

## Berufliches
2013 machte Pelin Cizgin ihren Abschluss als Diplom-Ingenieurin.